# Marianne Maddalena
Marianne Maddalena (nascida em 14 de novembro de 1963) é uma produtora de filmes americana. Ela nasceu em Lansing, Michigan, e trabalhou por muitos anos com o cineasta Wes Craven. Eles tinham uma empresa chamada Craven/Maddalena Films.
A produção New Nightmare, dirigida por Craven, foi nomeada ao Independent Spirit Awards de Melhor Ator em 1995. Music of the Heart obteve duas indicações ao Oscar; uma na categoria de Melhor Atriz (para Meryl Streep) e outra para Melhor Música ("Music of my Heart").

## Filmografia
- New York, I Love You
- Last House on the Left
- Scream
- Scream 2
- Scream 3
- Scream 4
- Music of the Heart
- Cursed
- The People Under the Stairs
- Red Eye
- Vampire in Brooklyn
- Shocker
- The Breed
- New Nightmare
- The Hills Have Eyes
- Scream (Série de TV)